# Postępowanie pomocnicze
Postępowanie pomocnicze – kategoria postępowania dodatkowego, w jego toku usuwa się szczególne trudności, które pojawiły się w czasie procesu.
Do postępowań pomocniczych zalicza się postępowania transgraniczne, pomoc prawną krajową i postępowanie o odtworzenie akt.